# 習志野ソーセージ
習志野ソーセージは、約100年前に初めて日本の習志野市へ伝えられたドイツ式ソーセージの製造法のレシピをもとに作られたソーセージである。

## 来歴
千葉県千葉郡幕張町実籾（現・習志野市東習志野）に、1915年（大正4年）9月から1920年（大正9年）1月までの間、第一次世界大戦中に日本の捕虜となったドイツ兵約1000人が収容されていた習志野捕虜収容所があった。当時の農商務省が、収容所内でカール・ヤーン氏達がソーセージを製造している事を知り、収容所へ技師を派遣しソーセージ製造のレシピを伝授してもらったことが「習志野ソーセージ」の始まりである。
この時のソーセージ製造技術が、農商務省開催の講習会を通じ日本全国の食肉加工業者たちに伝わっていく事になり、習志野市は「日本のソーセージ製法 伝承の地」といわれるようになった。

### 取り扱い場所
- 習志野市のイオン、イトーヨーカドー、ダイエーなど[4]
- 習志野市ふるさと品取扱店
- 習志野市内の各販売店

### 活動
習志野商工会議所では、習志野ソーセージを有力な地域ブランド（ご当地グルメ）として育て、地域活性化を図っている。
習志野ソーセージのPR活動を、習志野ソーセージアンバサダーでフルート奏者の林 愛実さんが音楽を通じて行っている。